# Gugolzia bademia
Gugolzia bademia är en stekelart som beskrevs av Miktat Doganlar 2004. Gugolzia bademia ingår i släktet Gugolzia och familjen puppglanssteklar.
Artens utbredningsområde är Turkiet. Inga underarter finns listade i Catalogue of Life.